# Dhaka Capitals
Die Dhaka Capitals sind eine Cricketmannschaft in Dhaka. Das Franchise spielt seit der Saison 2012/13 in der Bangladesh Premier League (BPL).

## Geschichte
Bei der Versteigerung der Franchises am 10. Januar 2012 erzielte das Team den zweitniedrigsten Preis, als es für 1,05 Millionen US-Dollar an die Europa Group verkauft wurde. Bei der Spielerauktion vor der ersten Saison war die wichtigste Erwerbung der Pakistaner Shahid Afridi.
In der ersten Saison 2012/13 konnte das Team, das als Dhaka Gladiators antrat, mit einer ausgeglichenen Bilanz als Dritter der Gruppenphase abschließen. Im Halbfinale gegen Khulna Royal Bengals konnten sie sich mit 9 Runs durchsetzen. Finale trafen sie auf die Barisal Bulls und konnten sich, vor allem auf Grund von 75 Runs von Imran Nazir mit 8 Wickets gewinnen und so die erste Meisterschaft erringen.
In der Spielerauktion für die neue Saison bezahlte das Team für Shakib Al Hasan den höchsten Preis für einen Spieler. In der zweiten Saison 2013/14 konnte man sich sicher für die Playoffs qualifizieren. Dort traf man zunächst im Halbfinale auf die Sylhet Royals, die man dank eines Centuries von Chris Gayle über 114 Runs mit 4 Runs schlagen konnte. Somit war man direkt für das Finale qualifiziert, wo ein klarer Sieg gegen die Chittagong Kings mit 43 Runs für die Verteidigung der Meisterschaft sorgte.
Nach einer zweijährigen Pause wurde ein neuer Franchise-Nehmer bestimmt und man fand Beximco Group, die sich für Dhaka entschieden und das Team in Dhaka Dynamites umbenannten. Für die neue Saison konnten sie unter anderem Kumar Sangakkara verpflichten. Die dritte Saison der BPL in 2015/16 erlaubte ihnen erneut sich für das Halbfinale zu qualifizieren, als sie dank des Scheiterns von Konkurrenten sich vorzeitig dafür qualifizieren konnten. Dort scheiterten sie an den Barisal Bulls mit 18 Runs und konnten so den Titel nicht mehr verteidigen.
In der Spielerauktion für die kommende Saison war Seekugge Prasanna der wichtigste Neuzugang. In der vierten Saison 2016/17 konnten sie die Gruppenphase als Gruppensieger bestehen. Im Halbfinale gegen die Khulna Titans gelang ihnen ein Sieg mit 54 Runs, was vor allem Andre Russell zuzuschreiben war, der drei Wickets für 16 Runs und 46 Runs erzielte. Im Finale trafen sie auf die Rajshahi Kings, gegen die sie sich mit 56 Runs durchsetzen konnten und so ihren dritten Titel holten.
Die fünfte Saison der BPL 2017/18 konnte Dhaka auf dem zweiten Platz der Vorrunde abschließen. Im Halbfinale gewannen sie deutlich mit 95 Runs gegen die Comilla Victorians. Im Finale trafen sie auf die Rangpur Riders, wurden jedoch von Chris Gayle, der ein Century über 146* Runs erzielte deutlich geschlagen.
In der sechsten Saison der BPL 2018/19 erzielte Rangpur den vierten Platz in der Gruppenphase. Im Halbfinale konnten sie sich mit 6 Wickets gegen die Chittagong Vikings durchsetzen. In der Vorschlussrunde spielten sie gegen Vorrundensieger Rangpur Riders, die sie mit 5 Wickets schlagen konnten und so sich abermals für das Finale qualifizierten. Dort unterlagen sie gegen die Comilla Victorians mit 17 Runs.
Da sich das Bangladesh Cricket Board nicht mit den Franchise-Nehmern über einen neuen Vertrag einigen konnte, wurde das Franchise für die neue Saison direkt vom Verband geführt und der Name in Dhaka Platoon geändert. Für die neue Saison sicherte sich das Team Tamim Iqbal und Mashrafe Mortaza. In der siegten Saison 2019/20 belegten sie in der Vorrunde den vierten Platz und sicherten sich so die Playoff-Qualifikation. Dort trafen sie auf die Chattogram Challengers, gegen die sie deutlich mit 7 Wickets unterlagen und so ausschieden.
Zur Saison 2021/22 wechselten erneut den Franchise-Nehmer und benannten sich in Minister Group Dhaka um.

## Abschneiden in der BPL
Das Team schnitt in der BPL wie folgt ab:
| Jahr    | Spiele | Siege | Niederlagen | No Result | Endplatzierung (Vorrunde) |
| ------- | ------ | ----- | ----------- | --------- | ------------------------- |
| 2012/13 | 10     | 5     | 5           | 0         | Sieg (3/6)                |
| 2013/14 | 12     | 9     | 3           | 0         | Sieg (1/7)                |
| 2015/16 | 10     | 4     | 6           | 0         | Viertelfinale (4/6)       |
| 2016/17 | 12     | 8     | 4           | 0         | Sieg (1/7)                |
| 2017/18 | 12     | 7     | 4           | 1         | Finale (2/7)              |
| 2018/19 | 12     | 6     | 6           | 0         | Finale (4/7)              |
| 2019/20 | 12     | 7     | 5           | 0         | Viertelfinale (4/7)       |